# غويلرمو كوبولا (لاعب كرة قدم)
غويلرمو كوبولا (بالإسبانية: Guillermo Coppola)‏ هو لاعب كرة قدم أرجنتيني، ولد في 8 يناير 1969 في بوينس آيرس في الأرجنتين. لعب مع أتليتكو بلاتينسي ‏.

## وصلات خارجية
- غويلرمو كوبولا على موقع قاعدة بيانات كرة القدم.إي يو (الإنجليزية)